# Ahmose-Sipair
Ahmose-Sipair (fl. XVI secolo a.C.) è stato un principe egizio della XVII dinastia.
Fu probabilmente figlio del faraone Seqenenra Ta'o (Tao II) il Coraggioso e fratello di Ahmose I. Un'ipotesi minore lo vuole figlio dello stesso Ahmose.
Appare su vari monumenti della XVIII dinastia. Una tale visibilità è piuttosto insolita nel caso di principi che non ascesero al trono, così si ipotizzò che fosse lo stesso Sipair padre del faraone Thutmose I, che successe ad Amenofi I, nipote di Ahmose-Sipair, che non ebbe figli. D'altro canto, la mummia attribuitagli risultò essere quella di un bambino di 5 o 6 anni; fu rinvenuta nel cosiddetto nascondiglio (DB320) di Deir el-Bahari nel 1881 e fu sbendata dagli anatomisti G. Elliot Smith e A. R. Ferguson il 9 settembre 1905.
La posizione originale della sua sepoltura è sconosciuta, benché fosse ancora nota durante l'ispezione delle tombe verificatasi durante la XX dinastia egizia, e menzionata dal Papiro Abbott.